# Jean Graton

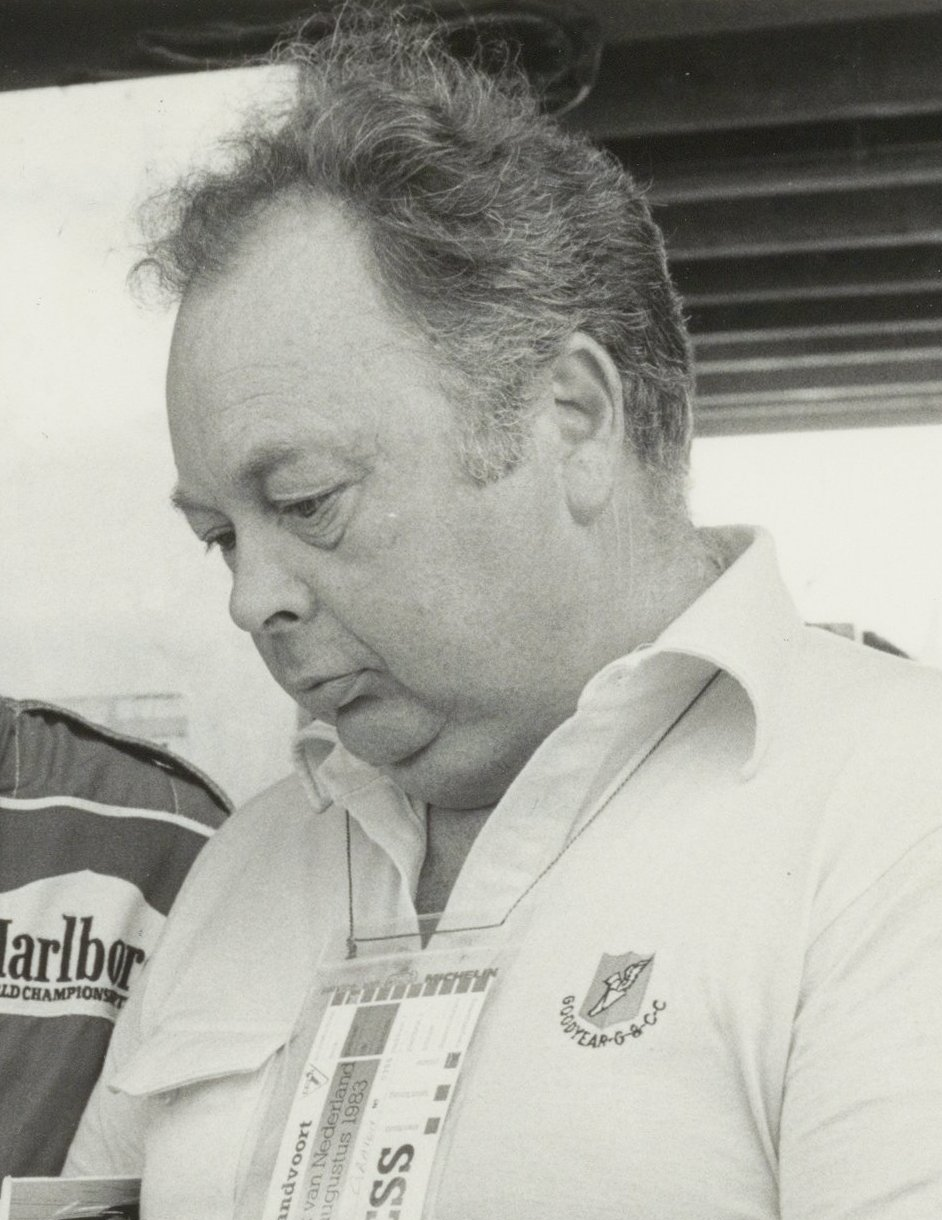
Jean Graton (1983)

Jean Graton (* 10. August 1923 in Nantes; † 21. Januar 2021 in Brüssel) war ein französischer Comiczeichner, der vor allem durch die von ihm geschaffene Serie Michel Vaillant bekannt wurde, die er 1957–2006 schrieb und zeichnete.

## Werdegang
Durch seinen Vater, der Motorradrennen organisierte, kam Jean Graton früh mit dem Motorsport in Berührung. Bereits mit acht Jahren wurde seine erste Zeichnung in einer Lokalzeitung abgedruckt. Nach dem Krieg zog es ihn nach Brüssel, wo er zunächst als Werbe- und Industriezeichner arbeitete. Schließlich erhielt er eine Anstellung in der World’s Press von Georges Troisfontaines, wo er Kurzgeschichten von Onkel Paul zeichnete, die in Spirou erschienen.
In Tintin erhielt Jean Graton die Möglichkeit, auch nach eigenen Texten zu zeichnen. 1957 startete er die Serie Michel Vaillant, die zu einem großen Erfolg und zu einem Klassiker des Rennfahrercomics wurde. Graton zählte zu den ersten Comicschöpfern, die für ihre Geschichten aufwändige Vor-Ort-Recherchen durchführten. Er besuchte regelmäßig Autorennen und konnte, da er mit bekannten Fahrern wie Jacky Ickx befreundet war, auch im abgesperrten Boxenbereich photographieren und recherchieren. Die Vaillant-Serie entwickelte sich so zu einer Chronik des internationalen Motorsports. 
Ab den späten 1960er Jahren wurde Graton bei der Arbeit an seinen Serien von mehreren Assistenten unterstützt, die im "Studio Graton" arbeiteten und beispielsweise für die zeichnerische Gestaltung der Hintergründe oder Rennwagen zuständig waren. Seinen eigenen Verlag Graton Éditeur gründete er 1982.
Jean Graton zog sich 2001 aus gesundheitlichen Gründen vom Zeichnen zurück und überließ das Tagesgeschäft im Studio Graton seinem Sohn Philippe, der bis 2019 auch als Texter für die Michel-Vaillant-Reihe tätig war. Die Comics erscheinen heute mit einem neuen Künstlerteam im Verlag Dupuis, der 2020 auch den Verlag Graton Éditeur übernommen hat. Philippe Graton arbeitet nicht mehr an der Vaillant-Serie mit. Damit ist erstmals kein Mitglied der Familie Graton mehr an der Produktion der Vaillant-Comics beteiligt.
Jean Graton, der 2009 einen Sohn und 2011 seine Frau verloren hat, war nach einigen Schlaganfällen pflegebedürftig. Er lebte in einem Pflegeheim in Brüssel und starb dort am 21. Januar 2021.

## Werke
- 1951: Onkel Paul
- 1957–2006: Michel Vaillant, 70 Bände (läuft mit neuem Künstlerteam weiter)
- 1966–1972: Les Labourdet, 12 Bände
- 1976–1980: Julie Wood, 8 Bände
- 1981: Les grands événements de Citroën